# タミル州国民会議
タミル州国民会議（தமிழ் மாநில காங்கிரஸ்：Tamil Maanila Congress；TMC）は、インドのタミル・ナードゥ州で活動していた政党。

## 沿革
全インド・アンナー・ドラーヴィダ進歩党との連携を模索するインド国民会議の方針に反対したG・K・ムーバナルが、同党から離党して結成した。
ムーバナルの死後、息子のG・K・ヴァーサンが党首となった。
その後、インド国民会議が全インド・アンナー・ドラーヴィダ進歩党との連携を行なわず、ドラーヴィダ進歩党との協力体制を築いたことから、タミル州国民会議はインド国民会議に合流し、解党した。